# 常门铺水库
常门铺水库是中国山西省朔州市右玉县境内的一座水库，位于苍头河上，建于1978年。水库正常库容为860万立方米，集雨面积为310平方千米，海拔为977.2米。